# Durg
Durg est une ville indienne située dans le district de Durg, dans l’état du Chhattisgarh. En 2011, sa population était de 268 806 habitants.

## Source de la traduction
- (en) Cet article est partiellement ou en totalité issu de l’article de Wikipédia en anglais intitulé « Durg » (voir la liste des auteurs).